# Terminator (personage)
The Terminator refereert aan een aantal fictieve T-800-terminators uit de gelijknamige franchise. De rol wordt vertolkt door Arnold Schwarzenegger in de eerste trilogie. Daarna keert hij terug in deze rol bij het vijfde en zesde deel van de franchise. Enkel tijdens het vierde deel was Roland Kickinger de T-800.

## Naam
De Terminator is een van de vele modellen Terminators gemaakt door Skynet. In de films wordt hij vaak gewoon Terminator genoemd. Officieel heeft hij een serienummer dat hem onderscheidt van de andere modellen, maar wat dit nummer precies is wordt in de films niet duidelijk. Over het algemeen wordt ervan uitgegaan dat zijn nummer T-800 is, maar in de films wordt ook naar dit model gerefereerd als "850 series Model 101", "T-850", en "T-101".

## Fysieke kenmerken
De Terminator is een humanoïde cyborg. Van buiten ziet hij eruit als een mens dankzij een huid van levend weefsel. Deze huid bezit bepaalde menselijke eigenschappen zoals bloed, lichaamsgeur, haargroei, zweet en is in redelijke mate zelfherstellend zodat de Terminator zich onopvallend kan voortbewegen. Het enige wat hem kan verraden zijn z’n rode ogen (alleen in het donker zichtbaar en om die reden draagt hij soms een zonnebril). De huid is niet onverwoestbaar, en kan door onder andere vuurwapens worden vernietigd.
Onder deze huid bestaat de Terminator uit een metalen endoskelet. Dit endoskelet is bestand tegen veel vuurwapens en explosies. Het is in feite een netwerk van hydraulische systemen en servomotoren, dat de Terminator in staat stelt om menselijke bewegingen na te bootsen. Het geeft hem tevens bovenmenselijke kracht. Dit endoskelet blijft werkzaam, ook nadat de menselijke huid is vernietigd. Een Terminator krijgt zijn energie van krachtcellen, die ongeveer 120 jaar werken. De CPU van de Terminator bevindt zich beschermd binnenin zijn metalen hoofd, die via een sluitcilinder bereikbaar is.
De Terminator is geprogrammeerd om zijn doel koste wat het kost uit te voeren. Hij is in staat te leren van zijn en andermans fouten. Tevens kan hij menselijke stemmen imiteren, op een natuurlijke manier spreken, menselijk handschrift lezen. De T-800 geeft bij het uitvoeren van zijn doel de voorkeur aan brute kracht en een directe confrontatie.
Terminators worden door Skynet in grote aantallen gemaakt. Derhalve zien ze er vrijwel allemaal hetzelfde uit. Er zijn een paar basismodellen waar alle anderen naar worden gemodelleerd.

## Rol in de serie
In de eerste film is de Terminator de primaire antagonist. Hij wordt door Skynet naar het verleden gestuurd om Sarah Connor te doden voordat haar zoon, John Connor, geboren wordt. Hij wordt uiteindelijk in een hydraulische pers vernietigd door Sarah.
In de tweede en derde film is de Terminator een van de protagonisten. Het betreft in beide films een model dat gevangen is door het verzet en geherprogrammeerd om juist voor hen te vechten.

## Trivia
De Terminator is het enige personage in AFI 100 jaar... 100 helden en schurken die op beide lijsten staat. De originele “slechte” Terminator is 22e op de lijst van schurken, terwijl de “goede” terminator uit de tweede film 48e is op de lijst van helden.